# 新北区街道
新北区街道，是中华人民共和国新疆维吾尔自治区克拉玛依市独山子区下辖的一个乡镇级行政单位。

## 行政区划
新北区街道下辖以下地区：
曙光新村社区和新北区流管办。